# Smaragdina kalimantani
Smaragdina kalimantani es una especie de insecto coleóptero de la familia Chrysomelidae.
Fue descrita científicamente en 1998 por Medvedev & Regalin.